# Felix F. Carlebach
Felix Falk Carlebach (* 15. April 1911 in Lübeck; † 23. Januar 2008 in Manchester) war ein deutsch-britischer Rabbiner und Ehrenbürger der Hansestadt Lübeck.

## Leben
Felix F. Carlebach gehörte zu einer jüdischen deutschen Familie, die eine Reihe bedeutender Rabbiner hervorbrachte. Er war der Sohn des Bankiers Simson Carlebach (1875–1942) und dessen Frau Resi, geborene Graupe. Sein Großvater Salomon Carlebach (1845–1919), verheiratet mit Esther Carlebach geborene Adler (1853–1920), war bereits Rabbiner in Lübeck gewesen. Sein Onkel Joseph Carlebach war Oberrabbiner in Hamburg. Felix F. Carlebachs jüngerer Bruder Ephraim wurde Rabbiner in Montreal (Kanada). Neben Ephraim und Felix hatte das Bankiersehepaar Simson und Resi Carlebach den Sohn Salomon und die Tochter Esther.
Felix F. Carlebach besuchte das Katharineum zu Lübeck. Nach dem Abitur 1929 studierte er in Köln Theologie an jüdischen Lehrerseminaren und Musik an der Musikhochschule Köln. Von 1934 bis zu seiner Emigration 1939 unterrichtete er Musik an der Höheren Israelitischen Schule in Leipzig, die sein Onkel, der Rabbiner Ephraim Carlebach (1879–1936), im Jahr 1912 gegründet hatte. Er war stellvertretender Direktor der Schule und übernahm deren Leitung, nachdem sein Onkel 1935 in das britische Mandatsgebiet Palästina emigriert war. In Deutschland war Felix Carlebach nicht als Rabbiner tätig, sondern erst nach seiner Emigration.
Er heiratete 1936 in Köln die Lehrerin Babette Kohn (gestorben 1991). Das Paar bekam drei Töchter, Judith, Sulamith und Naomi.
Felix F. Carlebachs Eltern und sein Onkel Joseph Zwi Carlebach (1883–1942) mit Frau Charlotte, geborene Preuss, und deren vier jüngste Kinder Salomon (* 17. August 1925), Ruth (* 1926), Noemi (* 1927) und Sara (* 1928) wurden am 6. Dezember 1941 in das Lager Jungfernhof bei Riga deportiert und am 26. März 1942 in dem nahe gelegenen Wald von Biķernieki ermordet, nachdem das Lager im März 1942 liquidiert worden war. Nur Felix F. Carlebachs Cousin Salomon überlebte und wurde später Rabbiner in New York.
Felix F. Carlebach und seine Frau Babette emigrierten 1939 mit Hilfe des englischen Oberrabbiners Josef Hertz nach England. Darüber sagte er: Die Tatsache, dass meine Frau und ich gerettet wurden, ist einer der größten Glücksfälle meines Lebens. Rabbiner in Manchester sei er aus Notwendigkeit geworden: Der Weltkrieg war ausgebrochen, alle Kollegen wurden als Kriegsrabbiner in die Armee eingezogen, und über Nacht sind hier Stellen freigeworden. Da hat man mich einfach hineingesetzt. In Manchester vertrat er von 1939 bis 1947 einen als Kriegsrabbiner eingesetzten Kollegen an der Southgate United Synagoge. 1954 legte er sein Magisterexamen an der Victoria University Manchester ab. Von 1947 bis zum Eintritt in den Ruhestand im Jahr 1984 war er Rabbiner der South Manchester Synagogue.
1985 besuchte Felix F. Carlebach zum ersten Mal nach 1939 seine Heimatstadt Lübeck. Zustande kam der Besuch durch den damals bei den Lübecker Nachrichten arbeitenden Journalisten Albrecht Schreiber, der sich in seinen Veröffentlichungen vielfach mit der Geschichte der Juden in Lübeck beschäftigte. Schreiber reiste mit seiner Frau auf eigene Initiative zu Carlebach, zu dem sich inzwischen ein freundschaftliches Verhältnis entwickelt hatte.
Nach seiner Rückkehr und entsprechender Berichterstattung über den Besuch in den Lübecker Nachrichten besann sich Lübeck auf seine Verpflichtungen gegenüber ehemaligen Bewohnern jüdischer Religion und nahm seinerseits Kontakt zu dem Rabbiner auf. Carlebach beschrieb seine Reaktion und die Folgen so: Brüderlichkeit, nach den Greueltaten der Vergangenheit. Das war eine sehr schwierige Frage. (...) Ich hab’s über mich gebracht und durch den Bürgermeister und unsere alte Schule hervorragende Beziehungen zu den Behörden in Lübeck geknüpft.  Er besuchte während seines Aufenthalts in Lübeck das Katharineum, sein früheres Gymnasium, und traf dort auf zwölf seiner ehemaligen Mitschüler, die er seit 1939 nicht mehr gesehen hatte. Wir sind uns um den Hals gefallen und haben gesagt: „Das darf nie wieder geschehen.“, berichtete Carlebach.
1987 trug die Stadt Lübeck Felix F. Carlebach die Ehrenbürgerschaft an. Sie wurde ihm am 17. September 1987 bei einem Festakt im Bürgerschaftssaal des historischen Lübecker Rathauses verliehen. Carlebach wurde damit 19. Ehrenbürger der Hansestadt. Im Ehrenbürgerbrief heißt es: Im aufrichtigen Bemühen um Aussöhnung mit ihren jüdischen Mitbürgern, denen in den Jahren von 1933 bis 1945 unter nationalsozialistischer Gewaltherrschaft unsagbares Leid zugefügt worden ist, verleiht die Lübecker Bürgerschaft durch Beschluß vom 11. Juni 1987 auf Vorschlag des Senates dem Rabbiner Felix F. Carlebach, M.A., Recht und Würde eines Ehrenbürgers der Hansestadt Lübeck.
Als am 25. März 1994 ein Brandanschlag auf die Lübecker Synagoge verübt wurde, bei dem Sachschaden entstand, blieb Carlebach bei seiner versöhnlichen Haltung und erklärte, dass lediglich ein Vorzimmer betroffen gewesen sei. Er habe die ganzen Zeitungsausschnitte aus Deutschland geschickt bekommen.
Aus Anlass des 90. Geburtstags Felix F. Carlebachs reiste 2001 eine Lübecker Delegation mit dem ehemaligen Bürgermeister Robert Knüppel, in dessen Amtszeit die Verleihung der Ehrenbürgerwürde an Carlebach gefallen war, nach Manchester und überbrachte die Glückwünsche der Stadt und des evangelisch-lutherischen Kirchenkreises. Carlebach versicherte, er sei mit seinen Gedanken und Erinnerungen oft in Lübeck, auch wenn er seine Heimatstadt wegen seines hohen Alters nicht mehr besuchen könne.
Die Gemeinde der South Manchester Synagogue würdigte Felix F. Carlebachs Verdienste als Rabbiner mit einer Plakette am Eingang ihres 2002 fertiggestellten Neubaus, die der britische Thronfolger Prinz Charles im April 2003 enthüllte. Er pflanzte außerdem einen Baum zu Ehren Carlebachs. Das Hallé-Orchester, das 1558 in Manchester gegründete, älteste bestehende englische Symphonieorchester, ehrte Carlebach jedes Jahr mit einem Sonderkonzert, dessen Programm er sich aussuchen durfte.
Felix F. Carlebach gehörte dem Kuratorium der 1992 in Leipzig gegründeten Ephraim-Carlebach-Stiftung an.
Der etwa 5,5 Hektar große Carlebach-Park im neuen Lübecker Hochschulstadtteil wurde nach der gesamten Rabbinerfamilie Carlebach benannt.